# Serra de Comaferrera
La Serra de Comaferrera és una serra situada al municipi de la Vall de Cardós a la comarca del Pallars Sobirà, amb una elevació màxima de 2.300 metres.